# 7555 Venvolkov
7555 Venvolkov (1981 SZ6) là một tiểu hành tinh vành đai chính được phát hiện ngày 28 tháng 9 năm 1981 bởi L. V. Zhuravleva ở Đài vật lý thiên văn Crimean ở Ukraina.